# Makarska
Makarska (em italiano, Macarsca, em alemão, Macharscha) é uma cidade, próxima à montanha Biokovo, e um município localizado na Dalmácia, condado de Split-Dalmácia, Croácia.

## História
De 1815 (Congresso de Viena) até 1918, a cidade (com o nome bilíngue de MAKARSKA - MACARSCA) fez parte da monarquia austríaca (Império Austríaco), depois Áustria-Hungria (Cisleitânia após o compromisso de 1867), com sede no distrito de mesmo nome, um dos 13 distritos na Dalmácia. O nome italiano sozinho é usado antes de 1867.

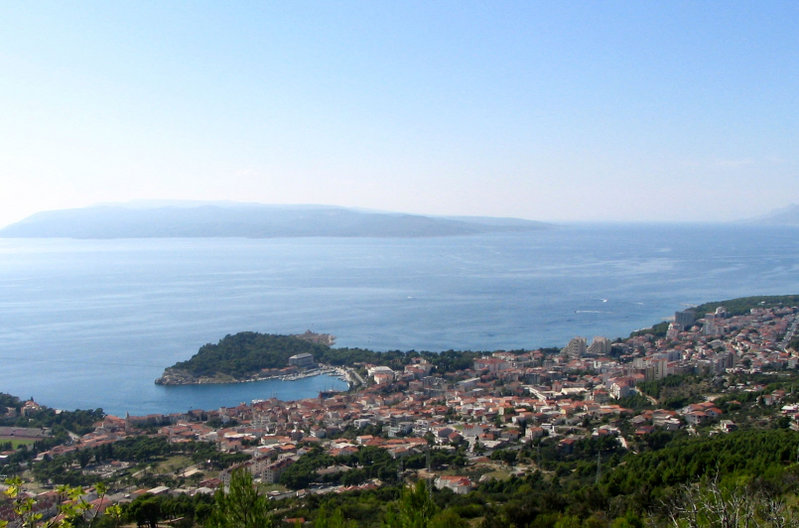
Vista da cidade.

## Localidades e demografia
O município de Makarska tem 2 localidades: Makarska e Veliko Brdo.
No censo de 2001, o município tinha 13.716 habitantes, dos quais 94,83% eram croatas e só a cidade tinha 13.381 habitantes.